# Reindl (Penzberg)
Reindl ist ein Gemeindeteil der oberbayerischen Kleinstadt Penzberg im Landkreis Weilheim-Schongau.

## Lage
Das Dorf liegt circa 1,5 Kilometer nordöstlich vom Penzberger Stadtkern zwischen den Stadtteilen Heinz und Maxkron. Durch den Ort verläuft die Staatsstraße 2370.

## Geschichte
Der Reindlhof war ursprünglich eine Einöde. Bis etwa 1500 wurde er als „‚voderer‘ bzw. ‚ausser‘ Haslsberg“ bezeichnet, dann erhält er seinen Namen vom Pächter Heinrich Reindl. Grundherr war das Münchner Angerkloster. Der Reindlbauer Hutter erbaute 1896 den Gasthof „Zur schönen Aussicht“, der bis 2020 in Betrieb war.
Mit dem Anwachsen des Bergbaus in Penzberg siedelten sich ab Anfang des 20. Jahrhunderts immer mehr Arbeiter im Gebiet des Reindlhofs an und die Einöde wuchs zu einem Dorf an, das heute durch durchgehende Bebauung mit dem Stadtteil Heinz verbunden ist.
| Jahr | Einwohner | Gebäude (ab 1885 nur Wohngebäude) |
| ---- | --------- | --------------------------------- |
| 1818 | 9         | 1                                 |
| 1825 | 7         | 1                                 |
| 1861 | 11        | 2                                 |
| 1871 | 15        | 4                                 |
| 1885 | 9         | 1                                 |
| 1900 | 25        | 2                                 |
| 1925 | 235       | 24                                |
| 1950 | 207       | 20                                |
| 1966 | 360       |                                   |
| 1970 | 318       |                                   |
| 1987 | 439       | 115                               |